# Cléry (Saboia)
Cléry é uma comuna francesa na região administrativa de Auvérnia-Ródano-Alpes, no departamento da Saboia. Estende-se por uma área de 10.9 km². Em 2010 a comuna tinha 411 habitantes (densidade: 37,7 hab./km²).